# Kispáli
Kispáli là một thị trấn thuộc hạt Zala, Hungary. Thị trấn này có diện tích 4,51 km², dân số năm 2010 là 269 người, mật độ 60 người/km².